# Israel Tsvaygenbaum
Israel Tsvaygenbaum (en ruso: Исраил Иосифович Цвайгенбаум; en inglés: Israel Tsvaygenbaum; Derbent, Daguestán, 1 de febrero de 1961) es un artista ruso-estadounidense.

## Biografía
Israel Tsvaygenbaum es un artista cuya obra ha sido exhibido en Rusia y los Estados Unidos. Varias de sus obras se encuentran en el Museo de Arte Imitativo, Derbent. Otras obras pueden verse en colecciones privadas en nueve países, entre ellos Austria, Bulgaria, Inglaterra, Francia, Países Bajos, Israel, Rusia y los EE. UU.
Tsvaygenbaum nació en la ciudad sureña rusa de Derbent, una de las ciudades más antiguas del mundo. La población es predominantemente musulmana, pero también hay familias judías que siempre han residido allí. Tsvaygenbaum padres son judíos. Su padre, de Będzin, Polonia, huyó a la Unión Soviética durante la 2 ª Guerra Mundial.  La madre de Tsvaygenbaum nació en la Unión Soviética;. Ella es de la etnia “judía monteñesa”, una comunidad residente en Derbent por más de dos mil años.
La cultura y la dinámica de la vida de la zona donde Tsvaygenbaum creció y su origen judío se refleja en sus pinturas. El diario ruso Izvestia Derbentskie (en ruso: Дербентские известия) escribió una vez sobre el trabajo de Tsvaygenbaum:
"El tema de la soledad y la melancolía es frecuente en muchas de las pinturas, como Nostalgia, Solitario, Personas clavadas, entre otros. Este tema está inspirado por las imágenes del padre de la artista, que nació en Polonia. En 1939, a la edad de 29 años, huyó de Polonia para escapar de la peste marrón [nazis]. Sus otros familiares fueron asesinados. La composición de las imágenes revela la tristeza y la melancolía."
Otro párrafo en el periódico dice:
 "La paleta  de los colores de las pinturas es moderado y sordo. Esto es una paleta de otoño, en la que el oro del abedul armoniza con el cobre de las hojas del árbol del roble. El carmesí del árbol de arce armoniza con la oscuridad del desnudo ramas."
De 1976 a 1980 Tsvaygenbaum estudió el arte en el Colegio Izberbash, Izberbash, Daguestán, Rusia. En 1991 completó su maestría en Bellas Artes en la Universidad Estatal de Kuban, Krasnodar, Rusia. Tsvaygenbaum organizó Colorear, una asociación de artistas, en Derbent en 1986. Colorear tenía exposiciones de arte en Derbent y en la Galería de Arte en Majachkalá, en Daguestán, Rusia.
En noviembre de 1993 y abril de 1994 Tsvaygenbaum tenía sus dos últimos exhibiciones en Rusia. Ambos espectáculos fueron dos exposiciones individuales celebradas en Moscú, la primera en la Galería Oriental y el segundo, RHAPSODY JUDÍO, en la Casa Central del Artista en Krymsky Val. El artista dedicó RHAPSODY JUDÍO a su padre.
En julio de 1994, Israel Tsvaygenbaum y su familia abandonaron Rusia porque se había vuelto muy peligroso seguir viviendo en la república de Daguestán. Actualmente es residente de Albany, Nueva York. En los EE. UU.,  Tsvaygenbaum ha seguido trabajando con óleo sobre lienzo. Sus pinturas siguen representando temas universales y también judíos, pero perceptiblemente, su paleta se ha desplazado desde los marrones a los amarillos.
El 25 de diciembre de 2016, en Europa y Israel, y el 15 de enero de 2017 en los EE. UU., se presentó una entrevista con Israel Tsvaygenbaum en el programa de RTVi "En Nueva York con Victor Topaller", en la cual el artista Tsvaygenbaum conversó sobre su vida, su arte, y diversas personalidades que ha conocido en su vida.
En 2016, Tsvaygenbaum fue autor invitado del libro "Había una ciudad así. Derbent". El libro se publicó en ruso. Incluyó cuentos de su infancia en Derbent, su ciudad natal.
En 2018, Tsvaygenbaum fue autor invitado de otro libro "Orgulloso, feliz y agradecido de ser judío". Fue publicado en Estados Unidos en inglés. Sus cuentos en el libro se denominaron "Memorias: el judaísmo en mi vida".
En 2023, Tsvaygenbaum publicó en EE. UU. en inglés sus memorias "Mi memoria secreta" (en inglés: "My Secret Memory"). Las memorias del artista se basan en sus recuerdos y experiencias que inspiraron algunas de sus obras de arte. Le da al lector una ventana a la vida del artista y las vidas de aquellos que fueron importantes para Tsvaygenbaum e impactaron en su vida. El libro presenta 35 obras de arte del artista.

## Artista de la firma
Tsvaygenbaum firma sus obras con su nombre en hebreo: ישראל‎, o en una versión abreviada en hebreo: יש‎, a excepción de la pintura El niño con el ángel ciego (1997) y Flor (1998) donde que firmó en Inglés como en inglés: Tsvaygenbaum. Su nombre está escrito en la esquina izquierda o derecha. Él escribe los títulos de los cuadros en el dorso de la tela. Títulos anteriores fueron escritos en ruso, y los que se producen después de emigrar a Estados Unidos en 1994, están escritos en inglés.

## Cooperación con otros artistas

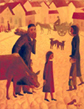
Gente de Derbent 1999

En 2001, en Albany, Nueva York, comenzó a colaborar con Tsvaygenbaum bailarín Judy Trupin. Trupin creado composiciones de danza basadas en nueve de las pinturas de Tsvaygenbaum. Estas fueron las bases para el espectáculo Mundos en Nuestros Ojos. En 2002, el periódico The Record, escribió:
"Las pinturas Tsvaygenbaum y el rendimiento Trupin pretenden reflejar los recuerdos de la vida judía en Europa Oriental y Rusia, mientras que tocan temas universales .... Tsvaygenbaum se dedica Mundos en Nuestros Ojos a la gente de su ciudad natal, Derbent. Su pintura,Gente de Derbent, es una de los nueve cuadros interpretados por Trupin."
El periódico Daily Gazette escribió:
"Usando una mezcla de danza, historias originales, músicas del mundo y diapositivos, Trupin ... interpreta nueve de pinturas de Tsvaygenbaum."
Mundos en Nuestros Ojos se ha realizado en varias ciudades del estado de Nueva York.

## Retrato

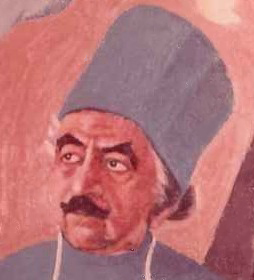
"Fragmento Dr. Ilizárov" 1988

Retratos:  Tsvaygenbaum por lo general tienen temas figurativos y de bodegones, pero ha hecho algunos retratos. Uno de ellos era un retrato del cirujano ortopédico, Gavriil Abramovich Ilizárov. En 1987 viajó a Tsvaygenbaum Kurgán, Rusia, donde pasó 6 días con el Dr. Ilizárov para hacer bocetos de él. Tsvaygenbaum trabajado en bocetos en el consultorio del Dr. Ilizárov.
Más tarde, en 1988 Tsvaygenbaum escribió en el periódico ruso "Kommunizma Znamya" (en ruso: Знамя Коммунизма) al respecto:
"... El primer día el Dr. Ilizárov era muy incómodo. Luego se acostumbró a mi presencia. Más adelante en el día, él estaba tan concentrado en su trabajo que se sintió más cómodo con mi presencia. Durante estos minutos, hice mi mejor trabajo. El estaba más tranquilo cuando no se dio cuenta de que yo estaba dibujando su cara."
El retrato del Dr. Ilizárov fue una vez en el exhibito de arte Tsvaygenbaum en el Museo de Arte imitativo, Derbent. Más tarde, Tsvaygenbaum le obsequió o el retrato al Dr. Ilizárov. También, Tsvaygenbaum pintó retratos de los actores del teatro judío Mouton.

## Familia
Tsvaygenbaum está casado con Katerina Tsvaygenbaum, hija del publicista ruso Yagutil Mishiev. Tienen tres hijas: Mirvari, Raisa y Esther.

## Galería

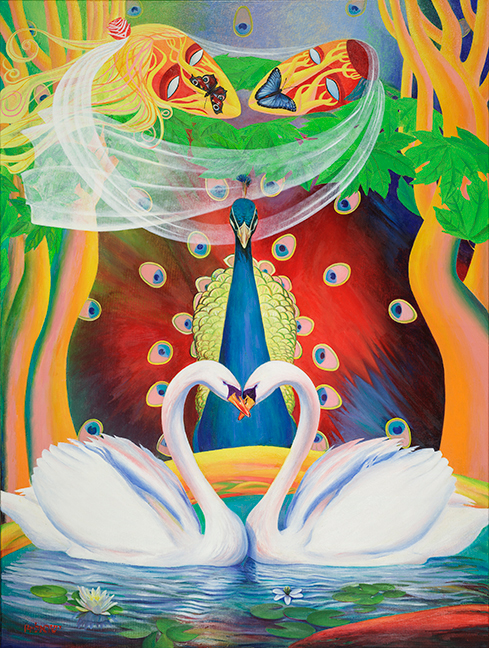
Envuelto en amor (2014)
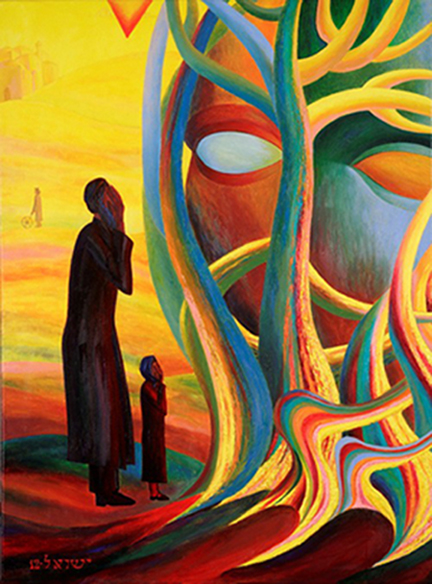
Oraciones en el árbol de la vida (2012)
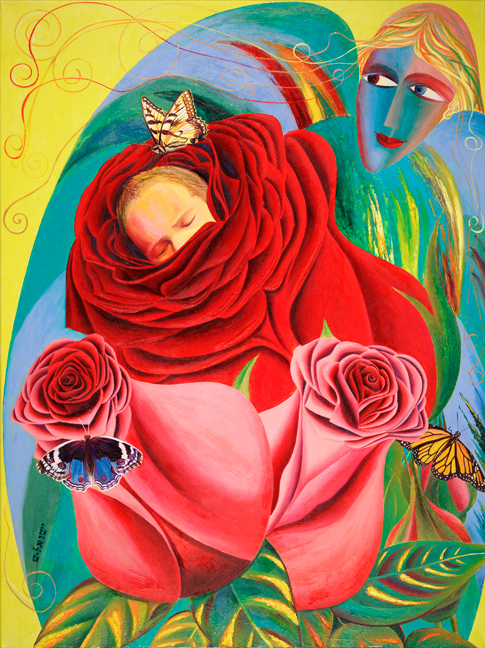
El ángel de las rosas (2012)
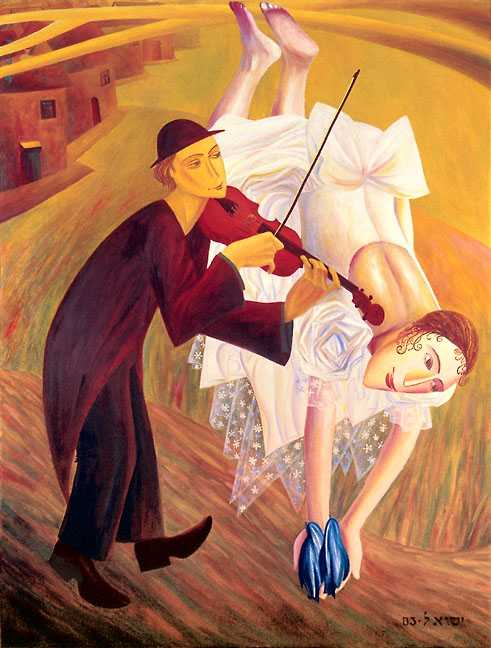
Melodías conjuradas (2003)
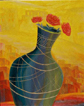
Rosas (2002)
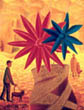
La jarra de oro (2001)
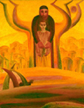
Abraham e Isaac (2001)
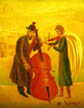
Dueta (2000)
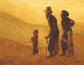
El camino (1997)
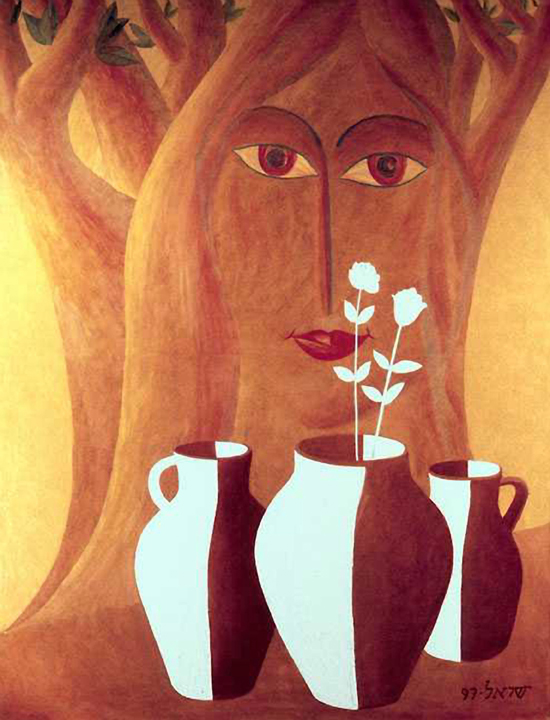
Dos vidas (1997)
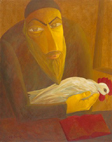
Shochet con Gallo (1997)
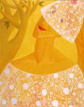
La novia I (1997)
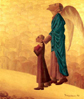
Muchacho que lleva el ángel ciego (1997)
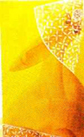
La novia (1993)
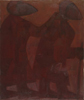
Hombres ciegos (1992)
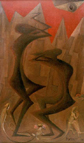
Danza de penitencia (1992)
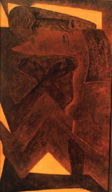
Personas clavadas (1991)